# Rupert III van Nassau
Rupert III van Nassau († 23/28 december 1191), bijgenaamd ‘de Strijdbare’, Duits: Rupert III. ‘der Streitbare’ Graf von Nassau, was een van de eerste graven van Nassau. Hij was niet zonder betekenis voor zijn land. Belangrijke regeringsbesluiten karakteriseren hem, maar veel belangrijker is zijn meer algemene politieke activiteit, waardoor hij tot de meest opvallende vorsten van het Huis Nassau behoort. Hij nam deel aan de Derde Kruistocht.

## Biografie

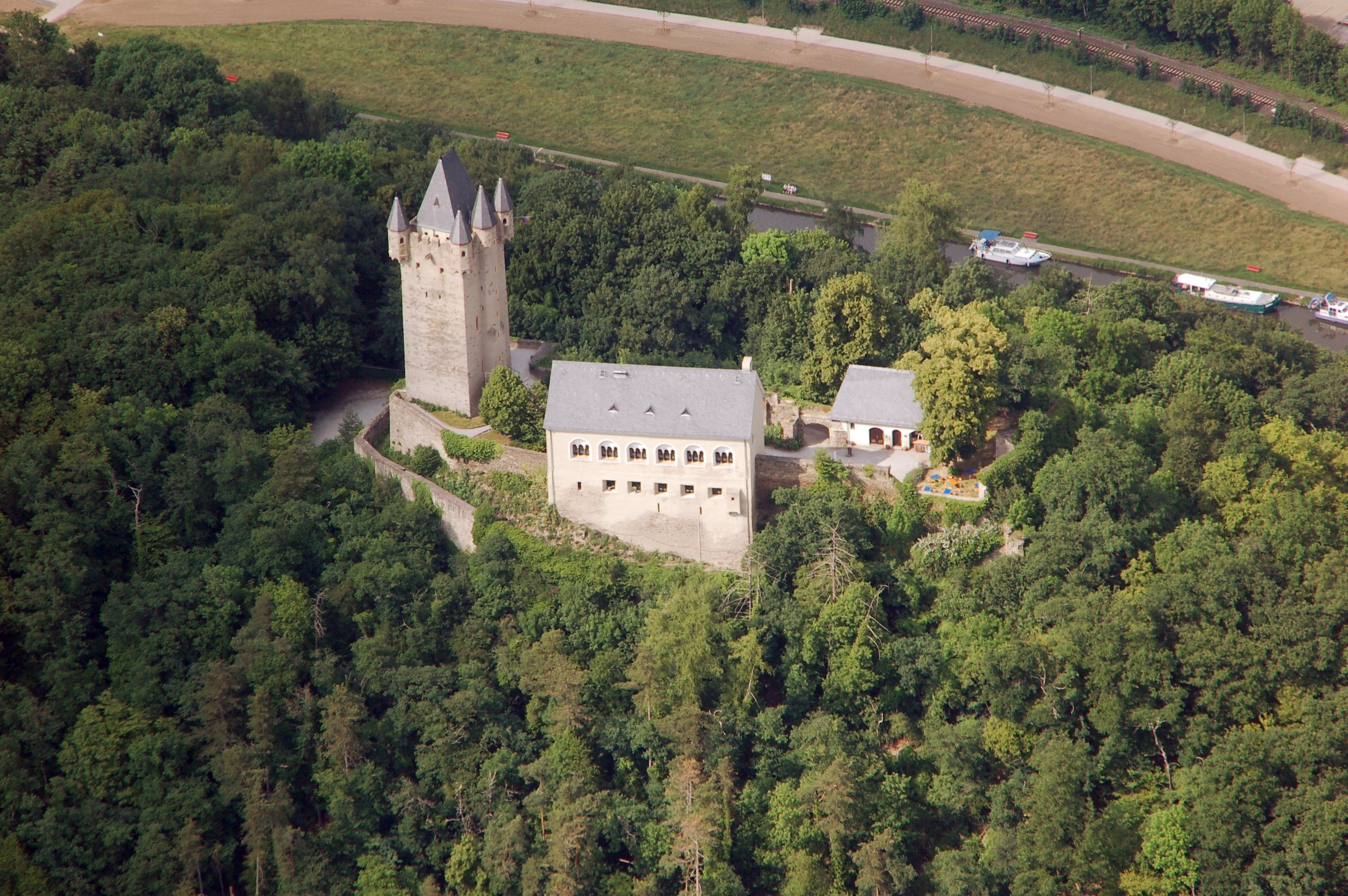
De Burcht Nassau

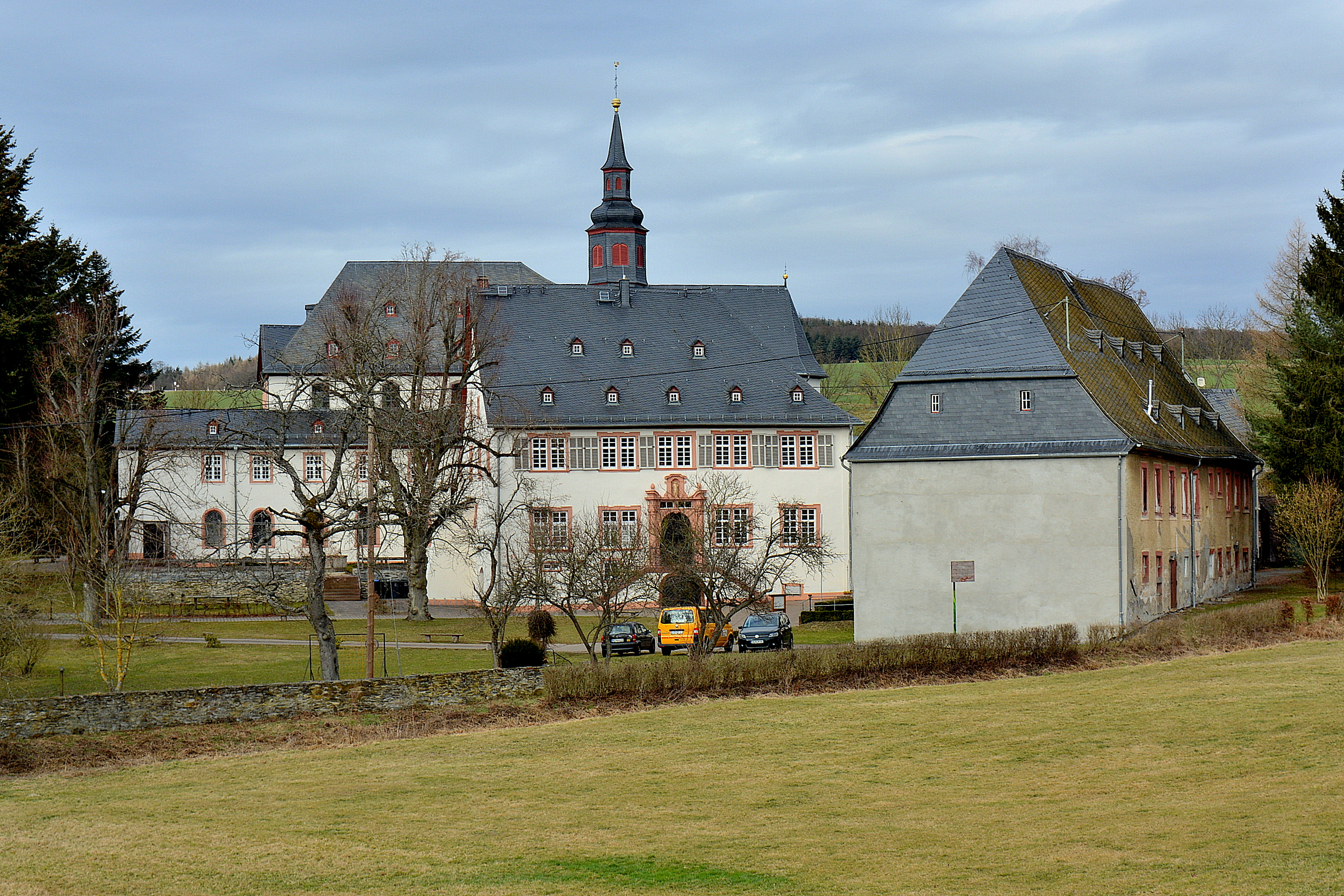
Klooster Schönau

Rupert was waarschijnlijk een zoon van graaf Arnold II van Laurenburg en een onbekende vrouw.
Rupert wordt tussen 1160 en 1190 vermeld als graaf van Nassau. Hij regeerde samen met zijn neef Hendrik I en later met zijn neef Walram I.
Rupert was een van de vertrouwde raadsleden van keizer Frederik I ‘Barbarossa’, in wiens omgeving hij zich meestal bevond. In 1161 en 1162 lag hij bij de keizer vóór Milaan; of hij deelnam aan de verdere tochten naar Italië in de jaren 1166 en 1167 blijft twijfelachtig; evenzo is de deelname aan de ongelukkige tocht van 1174–1176, hoewel waarschijnlijk, niet nawijsbaar. Er wordt ook aangenomen dat hij aanwezig was op de Rijksdag van Mainz rond Pinksteren 1184.
Rupert werd in 1170 voogd van Klooster Schönau en was vanaf 1182 voogd van Koblenz. Hij wordt Ruoberdus comes genoemd in de inscriptie van een circa 1175 gedateerde munt, die Siegen aanduid als civitas.

Rupert nam, samen met zijn neef Walram, deel aan de Derde Kruistocht onder leiding van keizer Frederik I ‘Barbarossa’ en commandeerde in 1190 de vierde legertroep. Aan het begin van de tocht werd hem een belangrijke taak opgedragen. Met zijn neef Walram en graaf Hendrik van Diez vormde hij de begeleiding van de in het najaar van 1188 als gezant naar keizer Isaäk II Angelos afgevaardigde bisschop Herman II van Münster. De delegatie kwam wel in Constantinopel aan, maar werd hier door de Byzantijnse keizer slecht behandeld en in slechte omstandigheden gevangen gehouden. Ze werden pas bevrijd toen het kruisvaardersleger naderde. Op 28 oktober 1189 sloten Rupert en zijn lotgenoten zich bij Philippopel weer bij het kruisleger aan. Over zijn verdere deelname aan de kruistocht is niets met zekerheid bekend; het lijkt erop dat hij het tot na de inname van Akko heeft volgehouden en vervolgens op de terugweg op zee overleden is. Hij werd opgevolgd door zijn zoon Herman.

## Huwelijk(en) en kinderen
Rupert huwde mogelijk eerst met een dochter van Willem van Gleiberg, graaf van Gießen.
Rupert huwde in of vóór 1169 met Elisabeth van Leiningen († 20 juni ca. 1235/38), dochter van graaf Emico III van Leiningen. Als weduwe voerde zij de titel gravin van Schowenburg.

Uit dit huwelijk werden geboren:
1. Herman († 16 juli vóór 1206), graaf van Nassau 1190–1192.
2. Lucardis († vóór 1222), huwde vóór 27 februari 1204 met graaf Herman III van Virneburg († na 1254).[noot 3]

## Voorouders
| Voorouders van Rupert III ‘de Strijdbare’ van Nassau | Voorouders van Rupert III ‘de Strijdbare’ van Nassau                         | Voorouders van Rupert III ‘de Strijdbare’ van Nassau                         | Voorouders van Rupert III ‘de Strijdbare’ van Nassau                                       | Voorouders van Rupert III ‘de Strijdbare’ van Nassau                                       | Voorouders van Rupert III ‘de Strijdbare’ van Nassau | Voorouders van Rupert III ‘de Strijdbare’ van Nassau | Voorouders van Rupert III ‘de Strijdbare’ van Nassau | Voorouders van Rupert III ‘de Strijdbare’ van Nassau |
| ---------------------------------------------------- | ---------------------------------------------------------------------------- | ---------------------------------------------------------------------------- | ------------------------------------------------------------------------------------------ | ------------------------------------------------------------------------------------------ | ---------------------------------------------------- | ---------------------------------------------------- | ---------------------------------------------------- | ---------------------------------------------------- |
| Betovergrootouders                                   | Rupert van Laurenburg (?–?) ⚭ ? (?–?)                                        | Lodewijk I van Arnstein (?–?) ⚭ ? (?–?)                                      | Hendrik I van Limburg (ca. 1060–1119) ⚭ Adelheid van Botenstein (?–na 1107)                | Gerhard I van Gelre (?–1129/31) ⚭ ? (?–?)                                                  | ? (?–?) ⚭ ? (?–?)                                    | ? (?–?) ⚭ ? (?–?)                                    | ? (?–?) ⚭ ? (?–?)                                    | ? (?–?) ⚭ ? (?–?)                                    |
| Overgrootouders                                      | Dudo van Laurenburg (?–vóór 1124) ⚭ ... van Arnstein (?–?)                   | Dudo van Laurenburg (?–vóór 1124) ⚭ ... van Arnstein (?–?)                   | Walram II ‘de Heiden’ van Limburg (1080/85–1139) ⚭ 1107/10 Jutta van Gelre (ca. 1087–1151) | Walram II ‘de Heiden’ van Limburg (1080/85–1139) ⚭ 1107/10 Jutta van Gelre (ca. 1087–1151) | ? (?–?) ⚭ ? (?–?)                                    | ? (?–?) ⚭ ? (?–?)                                    | ? (?–?) ⚭ ? (?–?)                                    | ? (?–?) ⚭ ? (?–?)                                    |
| Grootouders                                          | Rupert I van Laurenburg (?–1154) ⚭ vóór 1135 Beatrix van Limburg (?–na 1164) | Rupert I van Laurenburg (?–1154) ⚭ vóór 1135 Beatrix van Limburg (?–na 1164) | Rupert I van Laurenburg (?–1154) ⚭ vóór 1135 Beatrix van Limburg (?–na 1164)               | Rupert I van Laurenburg (?–1154) ⚭ vóór 1135 Beatrix van Limburg (?–na 1164)               | ? (?–?) ⚭ ? (?–?)                                    | ? (?–?) ⚭ ? (?–?)                                    | ? (?–?) ⚭ ? (?–?)                                    | ? (?–?) ⚭ ? (?–?)                                    |
| Ouders                                               | Arnold II van Laurenburg ? (?–1158/59) ⚭ ? (?–?)                             | Arnold II van Laurenburg ? (?–1158/59) ⚭ ? (?–?)                             | Arnold II van Laurenburg ? (?–1158/59) ⚭ ? (?–?)                                           | Arnold II van Laurenburg ? (?–1158/59) ⚭ ? (?–?)                                           | Arnold II van Laurenburg ? (?–1158/59) ⚭ ? (?–?)     | Arnold II van Laurenburg ? (?–1158/59) ⚭ ? (?–?)     | Arnold II van Laurenburg ? (?–1158/59) ⚭ ? (?–?)     | Arnold II van Laurenburg ? (?–1158/59) ⚭ ? (?–?)     |